# Новіцький Павло Іванович
Павло́ Іва́нович Нові́цький (05.03.1971-22.03.2022) — сержант Збройних сил України, учасник російсько-української війни.

## Військовий шлях
2014—2015 роках воював у складі 90 окремого аеромобільного батальйону.
Брав участь у боях за Донецький аеропорт листопаді-грудні 2014 року там отримав поранення, проте в січні 2015 року повернувся до служби.

## Нагороди
За особисту мужність і високий професіоналізм, виявлені у захисті державного суверенітету та територіальної цілісності України, вірність військовій присязі, відзначений — нагороджений
- орденом «За мужність» II ступеня (07.05.2022, посмертно)[1]
- орденом «За мужність» III ступеня (31.07.2015)